# Numancia
För andra betydelser, se Numancia (olika betydelser).
Numancia (Bayan ng Numancia) är en kommun i Filippinerna. Kommunen ligger på ön Panay, och tillhör provinsen Aklan. Folkmängden uppgår till 31 934 invånare år 2015.

## Barangayer
Numancia delas in i 17 barangayer.
| - Albasan - Aliputos - Badio - Bubog - Bulwang - Camanci Norte - Camanci Sur - Dongon East - Dongon West | - Joyao-joyao - Laguinbanua East - Laguinbanua West - Marianos - Navitas - Poblacion - Pusiw - Tabangka |